# Лаудон (Огайо)
Лаудон (англ. Loudonville) — селище (англ. village) в США, в округах Ешленд і Голмс штату Огайо. Населення — 2786 осіб (2020).

## Географія
Лаудон розташований за координатами 40°38′3″ пн. ш. 82°14′2″ зх. д. / 40.63417° пн. ш. 82.23389° зх. д. (40.634109, -82.233968).  За даними Бюро перепису населення США в 2010 році селище мало площу 6,79 км², з яких 6,73 км² — суходіл та 0,06 км² — водойми. В 2017 році площа становила 7,16 км², з яких 7,10 км² — суходіл та 0,06 км² — водойми.

## Демографія
Згідно з переписом 2010 року, у селищі мешкала 2641 особа в 1071 домогосподарстві у складі 680 родин. Густота населення становила 389 осіб/км².  Було 1174 помешкання (173/км²).
Расовий склад населення:
| - 97,8 % — білих - 0,6 % — чорних або афроамериканців - 0,4 % — азіатів - 0,1 % — корінних американців |

До двох чи більше рас належало 0,5 %. Частка іспаномовних становила 1,0 % від усіх жителів.
За віковим діапазоном населення розподілялося таким чином: 22,2 % — особи молодші 18 років, 57,8 % — особи у віці 18—64 років, 20,0 % — особи у віці 65 років та старші. Медіана віку мешканця становила 43,0 року. На 100 осіб жіночої статі у селищі припадало 87,6 чоловіків;  на 100 жінок у віці від 18 років та старших — 84,1 чоловіків також старших 18 років.
Середній дохід на одне домашнє господарство  становив 46 243 долари США (медіана — 36 908), а середній дохід на одну сім'ю — 52 329 доларів (медіана — 42 768). Медіана доходів становила 34 917 доларів для чоловіків та 32 181 долар для жінок. За межею бідності перебувало 21,3 % осіб, у тому числі 43,1 % дітей у віці до 18 років та 11,8 % осіб у віці 65 років та старших.
Цивільне працевлаштоване населення становило 1193 особи. Основні галузі зайнятості: виробництво — 28,6 %, освіта, охорона здоров'я та соціальна допомога — 24,5 %, роздрібна торгівля — 14,7 %, науковці, спеціалісти, менеджери — 5,9 %.